# تربة آل محسن

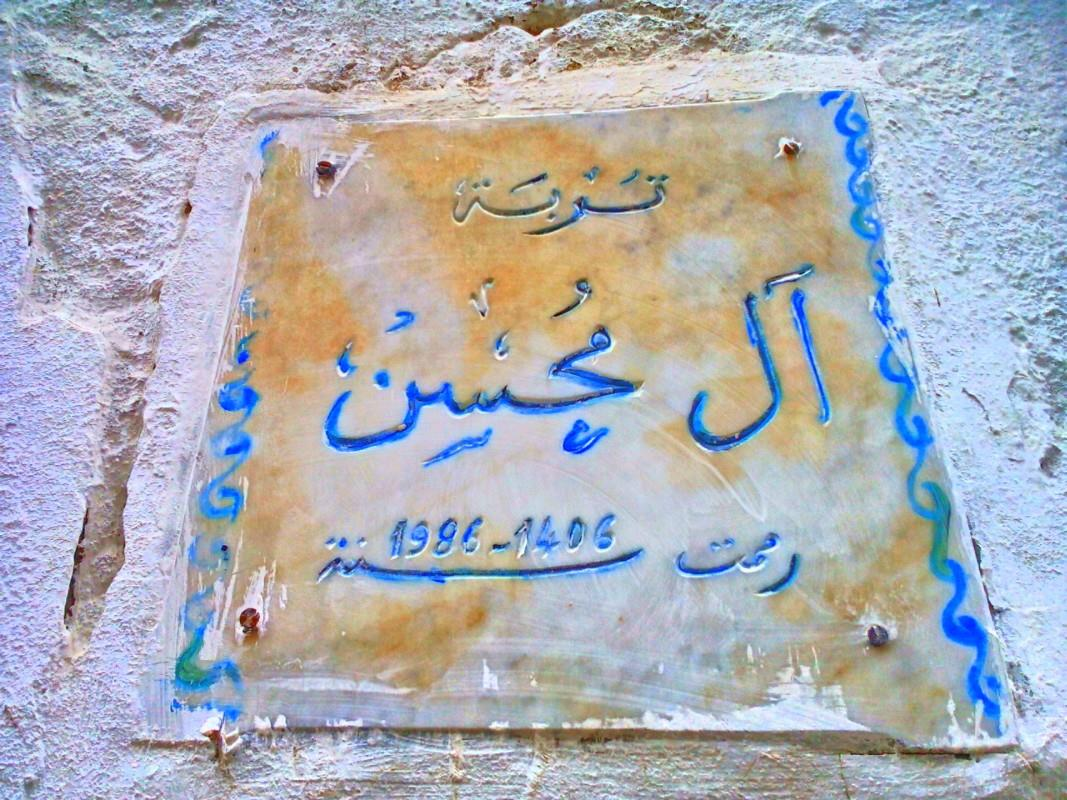
اللوحة التذكارية لتربة آل محسن

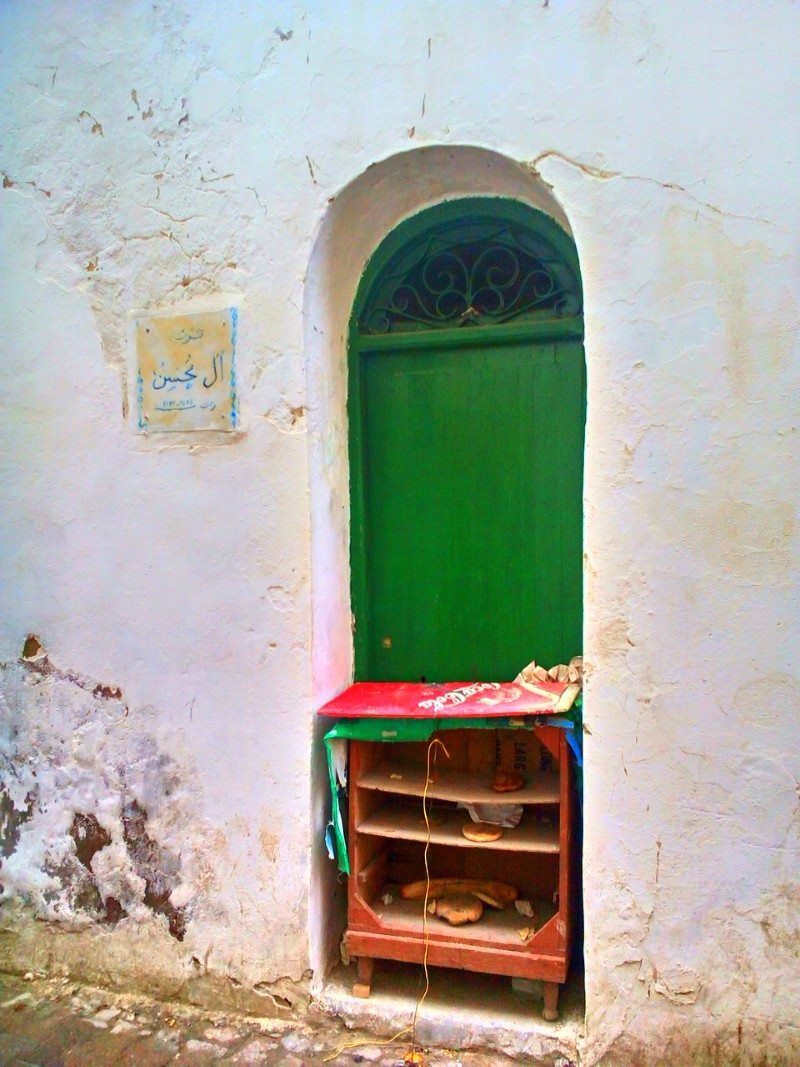
باب التربة

تربة آل محسن ضريح يقع في نهج سيدي الصوردو (تحريف كلمة أصم بالإيطالية)، إحدى أنهج مدينة تونس العتيقة, يحتوي على قبور عائلة آل محسن، من أكابر الاشراف ومنهم أئمة جامع الزيتونة المعمور, رممت سنة 1986 الموافق لسنة 1406 هـ كما هو موجود في اللوحة التذكارية.